# 방콕 트래픽 러브 스토리
방콕 트래픽 러브 스토리(Bangkok Traffic (Love) Story)는 태국에서 제작된 아디손 트리시리카셈 감독의 2009년 코미디, 멜로/로맨스 영화이다. 시린 호앙 등이 주연으로 출연하였고 지라 말리쿤 등이 제작에 참여하였다.

## 출연

### 주연
- 시린 호앙
- 티라데이 웡푸아판

### 조연
- 찰레움폴 티쿰폰티라웡
- 카즈키 야노